# Wy-dit-Joli-Village
Wy-dit-Joli-Village é uma comuna francesa na região administrativa da Ilha de França, no departamento do Vale do Oise. Estende-se por uma área de 8.37 km². Em 2010 a comuna tinha 339 habitantes (densidade: 40,5 hab./km²).